# Суворова, Екатерина Александровна
Екатерина Александровна Суворова — режиссёр документального кино.
Премьера её первого полнометражного фильма «Завтра море» прошла на Festival del film Locarno в программе Semaine de la critique в августе 2016.
В 2012-2013-м году Катерина работала над созданием документального фильма Mediastan в соавторстве с Джуллианом Ассанджем (Wikiliaks), Johannes Walstrom и Федором Ляссом.
Её короткометражный фильм «Два велосипеда» (2006) получил приз Гильдии Кинокритиков России (Киношок 2006), Young European Award 2009 SKENA UP. Фильм «Лишняя крепость» (2007) был награждён Российской Национальной Премией «Святая Анна». Фильм «Ж» (2008) получил специальный приз Роберта Боша на кинофествиале Киношок (Россия).
В 2010-м году Катерина выиграла производственный грант The Film Prize for International Cooperation на создание фильма «Завтра море» от немецкого фонда Robert Bosch Stiftung.

## Образование
Алматинское художественное училище.
Высшие курсы сценаристов и режиссёров \ Москва.
Werner Herzog’s Rogue Film School \ LA.

## Фильмография
- 2016 — Завтра море // Полнометражный фильм / Автор идеи и режиссёр.
- 2013 — Mediastan //Полнометражный фильм / Соавтор идеи, монтаж.
- 2008 — Ж // Короткометражный фильм / Автор идеи и режиссёр.
- 2007 — Лишняя крепость // Короткометражный фильм / Автор идеи и режиссёр.
- 2006 — Два велосипеда // Короткометражный фильм / Автор идеи и режиссёр.
- 2006 — Второй взвод // Короткометражный фильм / Автор идеи и режиссёр.